# Menzel Jemil (délégation)
Menzel Jemil est une délégation tunisienne dépendant du gouvernorat de Bizerte.
En 2004, elle compte 39 691 habitants dont 20 349 hommes et 19 342 femmes répartis dans 9 186 ménages et 12 556 logements.